# Championnat de Tunisie masculin de handball 1963-1964
Navigation
Saison précédente Saison suivante
La saison 1963-1964 du championnat de Tunisie masculin de handball est la neuvième édition de la compétition. Elle se caractérise par le développement de la pratique du handball au point d'instaurer une troisième division. Il existe ainsi :
- une division nationale de dix clubs ;
- une division d'excellence Nord de dix clubs ;
- une division d'excellence Centre-Sud de huit clubs ;
- une division d'honneur Nord de quinze clubs répartis en deux poules ;
- une division d'honneur Centre de huit clubs ;
- une division d'honneur Sud de trois clubs.

Le Club athlétique du gaz, qui n'a enregistré qu'une seule défaite contre l'Association sportive des PTT, termine champion avec six points d'avance sur le Club africain qui sauve sa saison en s'adjugeant la coupe de Tunisie au détriment de l'Association sportive des PTT. Le champion sortant, qui a perdu à la fin de l'aller son atout majeur, Abdelaziz Ghelala, termine à dix points du leader du championnat. Il n'y a pas eu de relégation à la suite de la décision de porter le nombre de clubs de la division nationale à douze.

## Clubs participants
| - Espérance sportive de Tunis - Club athlétique du gaz - Association sportive des PTT - Stade soussien - Club africain | - Zitouna Sports - Al Mansoura Chaâbia de Hammam Lif - Avenir musulman - Croissant sportif bizertin - Stade nabeulien |

## Compétition

### Classement
Le barème de points servant à établir le classement se décompose ainsi :
- Victoire : 3 points
- Match nul : 2 points
- Défaite : 1 point
- Forfait : 0 point

|    | Équipe                                | Pts | J  | G  | N | P  | Bp  | Bc  | Diff |
| -- | ------------------------------------- | --- | -- | -- | - | -- | --- | --- | ---- |
| 1  | Club athlétique du gaz                | 52  | 18 | 17 | 0 | 1  | 306 | 197 | 109  |
| 3  | Association sportive des PTT          | 45  | 18 | 13 | 1 | 4  | 357 | 244 | 113  |
| 2  | Club africain (C)                     | 46  | 18 | 14 | 0 | 4  | 306 | 223 | 83   |
| 4  | Al Mansoura Chaâbia de Hammam Lif (T) | 42  | 18 | 11 | 2 | 5  | 293 | 227 | 66   |
| 5  | Espérance sportive de Tunis           | 39  | 18 | 10 | 1 | 7  | 277 | 249 | 28   |
| 6  | Zitouna Sports                        | 35  | 18 | 8  | 1 | 9  | 312 | 290 | 22   |
| 7  | Avenir musulman                       | 29  | 18 | 5  | 1 | 12 | 283 | 328 | -45  |
| 8  | Stade nabeulien (P)                   | 26  | 18 | 3  | 2 | 13 | 216 | 282 | -66  |
| 9  | Stade soussien                        | 24  | 18 | 2  | 2 | 14 | 263 | 357 | -94  |
| 10 | Croissant sportif bizertin            | 22  | 18 | 1  | 2 | 15 | 218 | 364 | -146 |

|  | Champion de Tunisie 1963-1964                                                                |
|  | Relégation directe en deuxième division                                                      |
|  | (T) Tenant du titre (C) Vainqueur de la Coupe de Tunisie (P) Club promu de deuxième division |

### Division d'excellence
Les champions des poules Nord et Sud accèdent directement en division nationale.

#### Poule Nord
| Classement | Équipe                             | Points |
| ---------- | ---------------------------------- | ------ |
| 1          | Club sportif des cheminots         | 41     |
| 2          | Club sportif de Hammam Lif         | 36     |
| 3          | Union sportive tunisienne          | 32     |
| 4          | Club athlétique du Kef             | 29     |
| 5          | Jeunesse sportive omranienne       | 27     |
| 6          | Club sportif goulettois            | 22     |
| 7          | Association Mégrine Sport          | 20     |
| 8          | La Musulmane                       | 15     |
| 9          | Avant-garde de Tunis               | FG     |
| 9          | Stade africain de Menzel Bourguiba | FG     |

#### Poule Centre-Sud
L'Union culturelle de Sfax, entraînée par Ali Frikha, remporte le championnat de cette poule composée de : 
- l'Union culturelle de Sfax ;
- l'Union sportive monastirienne ;
- le Sporting Club de Moknine ;
- le Patriote de Sousse ;
- l'Éclair sportif de Beni Hassen ;
- le Sfax railways sports ;
- le Club sportif sfaxien ;
- le Croissant sportif chebbien.

### Division d'honneur
Les champions des quatre poules — le Stade tunisien, l'Union sportive de Radès, l'Étoile sportive du Sahel et le Stade sportif gafsien — montent tous en division d'Excellence.

## Champion
- Club athlétique du gaz
  - Entraîneur : Adam Nidzgorski
  - Effectif[2]: Moncef Oueslati, Ferid Ben Aissa et Gritli (GB), Abdelaziz Zaïbi, Sadok Baccouche, Abderrahman Hammou, Charles Russo, Moncef Bellil, Mahmoud Segni, Amor Zaïbi, Pisciotta, Incandella, Jelili, Majoul, Watrin, Karoui